# Dala-Järna IK
Dala-Järna IK är en idrottsklubb i Järna i Sverige, bildad 1902. Föreningen har tagit flera svenska mästerskapstitlar i skidsport, genom bland andra Gunde Svan och Sven-Erik Danielsson. och Sven Israelsson (Sven-Olof Israelsson).

### Fotnoter
1. ↑  ”Längd herrar”. Svenska Skidförbundet. Arkiverad från originalet den 9 mars 2015. https://web.archive.org/web/20150309083750/http://www.skidor.com/Foljoss/Historikochstatistik/Svenskamastare/Langdherrar/. Läst 30 januari 2014.
2. ↑  ”Backe/nordisk kombination”. Svenska Skidförbundet. Arkiverad från originalet den 4 augusti 2020. https://web.archive.org/web/20200804133510/https://www.skidor.com/foljoss/Historikochstatistik/Svenskamastare/BackeNordiskkombination/. Läst 30 januari 2014.